# Sarcophaga josephi
Sarcophaga josephi är en tvåvingeart som beskrevs av Bottcher 1912. Sarcophaga josephi ingår i släktet Sarcophaga och familjen köttflugor.
Artens utbredningsområde är Taiwan. Inga underarter finns listade i Catalogue of Life.